# Pizzo Castello
Pizzo Castello är en bergstopp i Schweiz.   Den ligger i distriktet Vallemaggia och kantonen Ticino, i den sydöstra delen av landet, 100 km sydost om huvudstaden Bern. Toppen på Pizzo Castello är 2 808 meter över havet, eller 412 meter över den omgivande terrängen. Bredden vid basen är 1,6 km.
Terrängen runt Pizzo Castello är huvudsakligen bergig, men norrut är den kuperad. Runt Pizzo Castello är det mycket glesbefolkat, med 5 invånare per kvadratkilometer.. Närmaste större samhälle är Cevio, 11,4 km söder om Pizzo Castello. 
I omgivningarna runt Pizzo Castello växer i huvudsak blandskog.